# Fascino biondo
Fascino biondo (The Patsy) è un film muto del 1928 diretto da King Vidor.

## Trama
I coniugi Harrington hanno due figlie. La bella Pat, giovane dalle movenze concitate e vibranti, è bistrattata dalla madre - una megera che le preferisce e favorisce l'altra sua figlia, la non meno bella Grace, e padroneggia anche sul marito, uomo remissivo perché amante del quieto vivere. Grace è la fidanzata dell'ingenuo ma sincero Tony, ma lo tradisce con l'effimero bellimbusto Billy Caldwell, il bel gagà del locale country club. Il guaio è che Pat è innamorata di Tony, che è ben lontano dall'accorgersene.
Nel tentativo di smuoverlo dalla sua apparente indifferenza, Pat racconta a Tony – accompagnandosi con gesti caricaturalmente felini - di essere innamorata di un uomo che purtroppo non si accorge quasi della sua esistenza: Tony – senza minimamente avvedersi di essere lui stesso l'uomo in questione – suggerisce allora alla ragazza, perché sia notata, di sviluppare la propria "personalità" (qualunque cosa si voglia intendere con quel termine). Da allora Tony si interessa, con crescente coinvolgimento, alle vicende amorose di Pat.
Pat sviluppa la propria personalità con l'aiuto di libri motivazionali (quali: "Le cose giuste da dire e quando dirle"), col risultato iniziale di aggirarsi per casa declamando a sproposito proverbi più o meno storpiati, al punto che la madre e la sorella la credono impazzita. Il padre, che ha sempre parteggiato, per quanto tacitamente, per Pat, le consiglia di seguitare a farsi credere ammattita: in tal modo potrà finalmente fare quel che desidera senza essere continuamente osteggiata. Ma la strategia non funziona a lungo.
Grace - resasi conto di un certo interesse reciproco fra la sorella e Tony - quando viene a sapere dell'uomo di cui Pat sarebbe innamorata, credendolo inesistente, minaccia di screditarla agli occhi di Tony, al quale avrebbe raccontato una bugia, cosa che lui non sopporta. Chissà perché, Pat si sente colpita dalle minacce della sorella, e confida al padre, che è al corrente di tutto, di non essere in grado di esibire questo "terzo uomo", in quanto si sente non familiare con l'universo maschile, e mai nessun uomo si sarebbe interessato a lei. Ma è il padre stesso, sempre fiducioso nella figlia, una sera, a condurre Pat proprio nella casa di Billy Caldwell al fine di poter finalmente produrre questo uomo: qui Pat cerca di sedurre Billy con danze esagitate e sgambettamenti frenetici, e con travestimenti fantasiosi. Niente da fare: Billy Caldwell è troppo ubriaco.
Solamente alla fine ci si rende conto che non c'è alcun bisogno di dar corpo all'oggetto delle mire amorose di Pat: egli esiste veramente, ed è sempre esistito, ed è, naturalmente, Tony. Finalmente anche Tony se ne accorge, e i due si uniscono in reciproco amore – qualunque cosa possa accadere a Grace e alla madre.

## Produzione
Il film fu prodotto da Marion Davies, William Randolph Hearst e King Vidor per la Cosmopolitan Productions e dalla MGM.

## Distribuzione
Distribuito dalla MGM, il film uscì nelle sale cinematografiche USA il 22 aprile 1928. Copie del film sono conservate negli archivi della MGM/United Artists e in quelli della Library of Congress (un positivo 35 mm).

### Date di uscita
- USA	22 aprile 1928
- Germania	30 marzo 1929
- Finlandia	8 aprile 1929
- Portugal	9 aprile 1930
- USA	11 luglio 2004	 (versione restaurata)
- Germania	11 febbraio 2007	 (Berlin International Film Festival)

Alias
- The Patsy	USA (titolo originale)
- Ein Mädel mit Tempo	Germania
- Fascino biondo	Italia
- Nebáncsvirág	Ungheria
- Patsy	Portogallo
- The Patsy	UK
- The Politic Flapper	UK
- Tipp dich in sein Herz	Germania
- Tulinen tyttö	Finlandia